# Gymnothorax baranesi
Gymnothorax baranesi és una espècie de peix de la família dels murènids i de l'ordre dels anguil·liformes.

## Morfologia
Els mascles poden assolir els 85,7 cm de longitud total.

## Distribució geogràfica
Es troba al Golf d'Aqaba (Mar Roig, Israel).